# 생체내

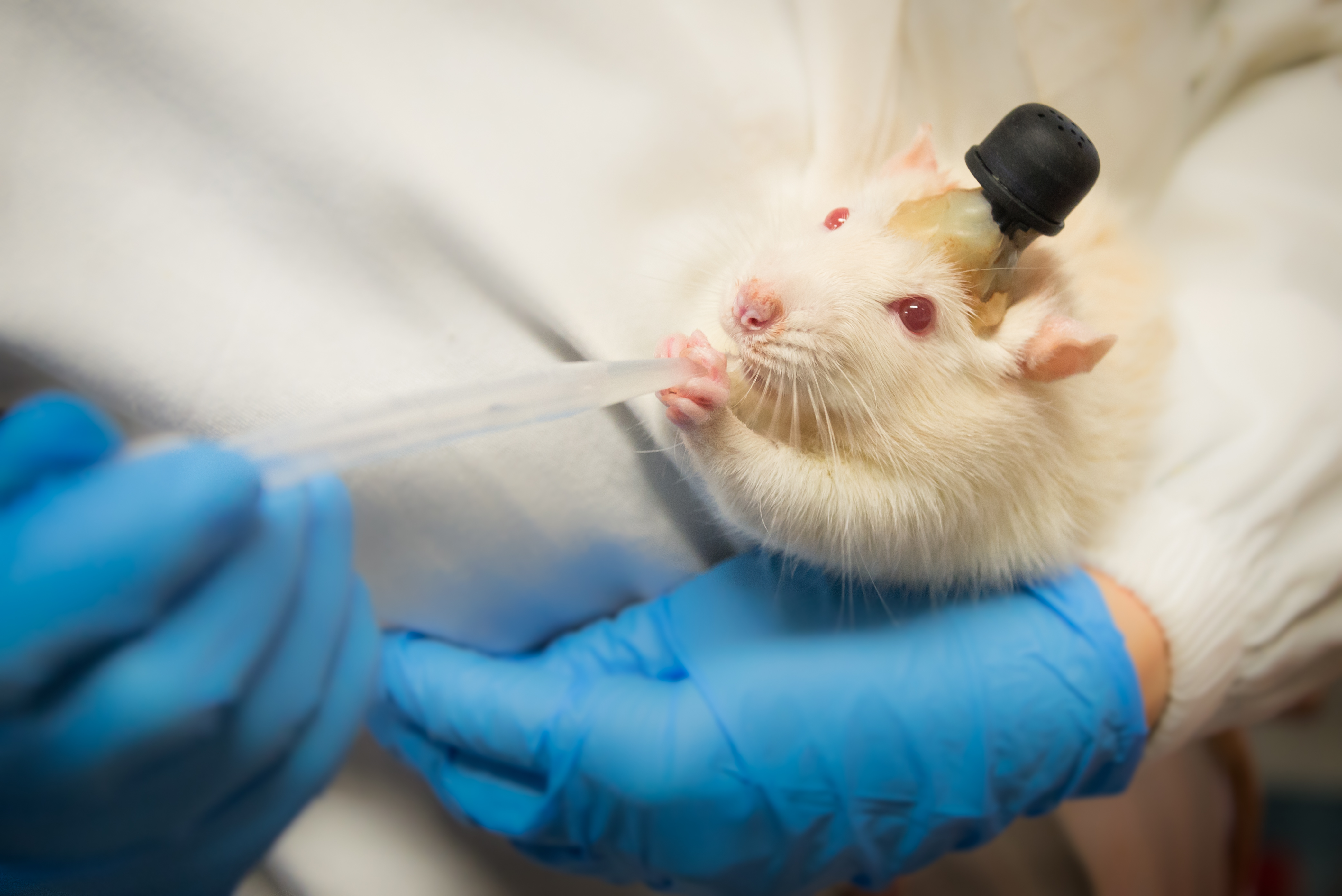

생체내 또는 인 비보(라틴어: in vivo, "세포 안에서")는 살아 있는 세포 안에서 직접 생화학, 생물학 실험 등을 하는 것을 일컫는다.

## 같이 보기
- 시험관내